# Dicranota (Eudicranota) radialis
Dicranota (Eudicranota) radialis is een tweevleugelige uit de familie Pediciidae. De soort komt voor in het Palearctisch gebied.